# Tom Mickel
Tom Mickel (* 19. April 1989 in Hoyerswerda) ist ein ehemaliger deutscher Fußballtorwart.

## Karriere

### Im Verein

#### Anfänge
Mickel spielte in der Jugend beim FC Lausitz Hoyerswerda und bei Energie Cottbus, wo er zur Saison 2007/08 in den Herrenbereich aufrückte und in der zweiten Mannschaft (U23) spielte.

#### Hamburger SV
Zur Saison 2009/10 wechselte Mickel zum Hamburger SV. Dort unterschrieb er einen Profivertrag bis zum 30. Juni 2012, den er im Oktober 2011 um ein Jahr bis 2013 verlängerte. Während seiner Zeit in Hamburg war Mickel stets die Nummer zwei oder drei in der Hierarchie der Torhüter. Ihm wurden in dreieinhalb Jahren Frank Rost, Jaroslav Drobný und René Adler vorgezogen. Spielpraxis sammelte er in der zweiten Mannschaft in der viertklassigen Regionalliga Nord.

#### SpVgg Greuther Fürth
In der Winterpause der Saison 2012/13 wechselte Mickel ein halbes Jahr vor Auslaufen seines Vertrages ablösefrei innerhalb der Liga zur SpVgg Greuther Fürth. Er unterschrieb dort einen Vertrag bis zum 30. Juni 2015. Dort kam er in der restlichen Saison 2012/13 und der Saison 2013/14 zunächst in der zweiten Mannschaft in der viertklassigen Regionalliga Bayern zum Einsatz. Zu seinem Profidebüt kam Mickel am 8. Spieltag der Saison 2013/14, als er bei der Partie gegen den TSV 1860 München in der 77. Spielminute für den verletzten Wolfgang Hesl eingewechselt wurde. Es folgten fünf weitere Einsätze, in denen er Hesl vertrat. Hauptsächlich spielte Mickel wieder in der zweiten Mannschaft. Nachdem sein Vertrag ausgelaufen war, verließ Mickel den Verein zum 30. Juni 2015.

#### Rückkehr zum HSV

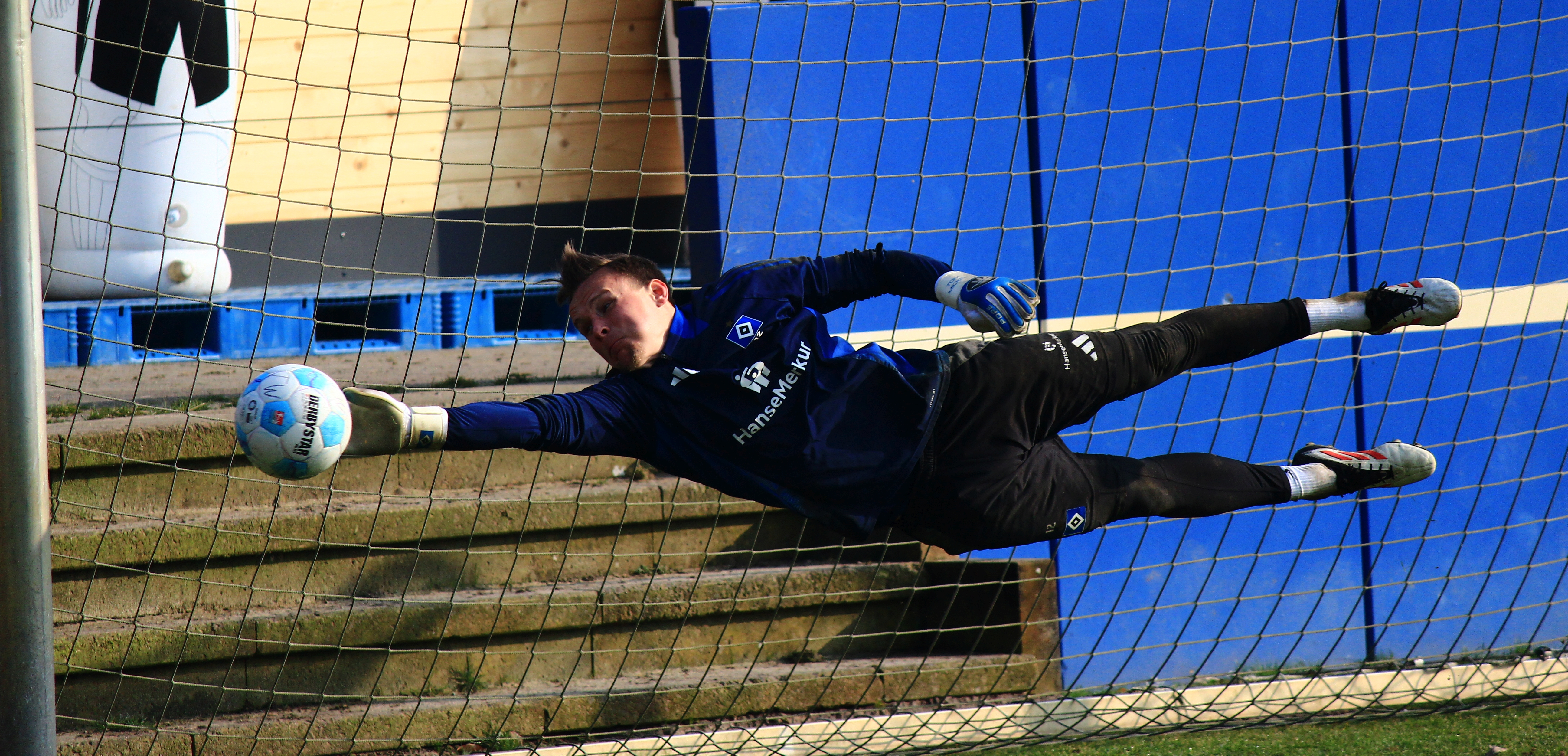
Tom Mickel im Training des HSV (2025)

Zu Beginn der Saison 2015/16 absolvierte Mickel bei seinem ehemaligen Verein Hamburger SV im Rahmen des Trainingslager in Graubünden ein Probetraining, um sich für eine Verpflichtung zu empfehlen. Nach Ablauf des Probetrainings wurde Mickel für die zweite Mannschaft verpflichtet. Er erhielt einen Vertrag bis zum Ende der Regionalliga-Saison 2015/16. Während René Adler, Jaroslav Drobný und Andreas Hirzel das Torhüterteam der Profimannschaft bildeten, kam er regelmäßig in der viertklassigen Regionalliga Nord zum Einsatz. Nach Verletzungen von Adler und Hirzel kehrte der 26-Jährige aber schon im September 2015 in den Profikader von Bruno Labbadia zurück und stand am 9. Spieltag erstmals im Spieltagskader. Es folgten 2 weitere Nominierungen im April und Mai 2016, ehe Mickel am 14. Mai 2016 am letzten Spieltag bei einem 3:1-Sieg gegen den FC Augsburg sein Bundesligadebüt für den HSV gab. Dies war durch Verletzungen von Adler und Hirzel sowie der Absage von Drobný möglich geworden. In der Regionalliga kam Mickel in 20 Spielen zum Einsatz.
Nach dem Abgang von Drobný verpflichtete der HSV mit Christian Mathenia einen neuen Ersatztorwart von Adler. Dahinter verdrängte Mickel Hirzel als dritten Torwart der ersten Mannschaft. Auch sein zweites Bundesligaspiel für den HSV bestritt er in Augsburg, als der FC Augsburg den HSV am 30. April 2017 mit 4:0 schlug. Nach Saisonende verlängerte Mickel seinen auslaufenden Vertrag beim HSV bis 2019. In der zweiten Mannschaft kam Mickel in 17 Spielen zum Einsatz.
Zum Ende der Hinrunde der Saison 2017/18 wurde Mickel von Markus Gisdol aufgrund guter Trainingsleistungen anstelle des Neuzugangs Julian Pollersbeck, der Adler ersetzte, kurzzeitig zur „Nummer 2“ hinter Christian Mathenia befördert. In der Spielzeit kam er 5-mal in der zweiten Mannschaft zum Einsatz.
Vor der Saison 2018/19, in der der HSV erstmals in der 2. Bundesliga spielte, verlängerte Mickel seinen Vertrag bis zum 30. Juni 2021. Nach dem Abgang von Mathenia zum Bundesliga-Aufsteiger 1. FC Nürnberg war er fortan vor Morten Behrens, der aus der zweiten Mannschaft in den Profikader aufgerückt war, der Ersatz von Pollersbeck. Er absolvierte unter Titz das DFB-Pokal-Erstrundenspiel gegen den Oberligisten TuS Erndtebrück und unter dessen Nachfolger Hannes Wolf 3 Zweitligaspiele, als Pollersbeck verletzt ausfiel. Daneben absolvierte er ein Spiel in der Regionalliga.
Zur Saison 2019/20 wurde mit Daniel Heuer Fernandes ein neuer Torhüter verpflichtet, der vom neuen Cheftrainer Dieter Hecking zur „Nummer 1“ ernannt wurde. Mickel erhielt vor Pollersbeck den Vorzug als Ersatztorwart. Er blieb auch die „Nummer 2“, als Heuer Fernandes am 29. Spieltag durch Pollersbeck ersetzt wurde. Ab dem 30. Spieltag erhielt jedoch Heuer Fernandes den Bankplatz von Mickel. Während Mickel bei den Profis zu keinem Pflichtspieleinsatz kam, stand er 2-mal in der Regionalliga zwischen den Pfosten.
In der Saison 2020/21 war Mickel unter dem neuen Cheftrainer Daniel Thioune hinter dem Neuzugang Sven Ulreich, der die letzten 5 Jahre der Ersatz von Manuel Neuer beim FC Bayern München gewesen war, und Heuer Fernandes die „Nummer 3“ im HSV-Tor. Anfang Dezember 2020 verlängerte der 31-Jährige seinen zum Saisonende auslaufenden Vertrag bis zum 30. Juni 2023; zudem erhielt er die Möglichkeit, auch nach seinem Karriereende weiter beim HSV zu arbeiten. Mickel kam in dieser Spielzeit weder bei der ersten noch bei der zweiten Mannschaft zum Einsatz.
Vor der Saison 2021/22 verließ Ulreich den Verein, sodass Heuer Fernandes wieder Stammtorwart wurde. In der Vorbereitung zog sich Mickel in einem Testspiel eine Verletzung am Schultereckgelenk zu. Der HSV verpflichtete nach dem Saisonbeginn mit Marko Johansson einen weiteren Torhüter. Mitte September 2021 wurde Mickel, der zwischenzeitlich in das Mannschaftstraining zurückgekehrt war, am Schultereckgelenk operiert. Ab Anfang April 2022 saß Johansson aus disziplinarischen Gründen nicht mehr auf der Bank; seinen Platz übernahm Mickel. Zum Einsatz kam er auch in dieser Saison weder bei den Profis noch der zweiten Mannschaft.
In der Saison 2022/23 wurde Matheo Raab der neue Ersatz von Heuer Fernandes, während Johansson den Verein verließ. Mickel saß am 11. Spieltag bei einem Zweitligaspiel auf der Bank, als Raab einspringen musste. Die dritte Saison in Folge kam Mickel in keinem Pflichtspiel für den Verein zum Einsatz. In der Saison 2023/24, vor der Mickel seinen Vertrag um ein Jahr verlängerte, veränderte sich die Konstellation im Torhüterteam nicht. Ende Oktober 2023 stand der 34-Jährige für die zweite Mannschaft in der Regionalliga Nord im Tor und absolvierte damit sein erstes Pflichtspiel seit Anfang Dezember 2019 bzw. 1.425 Tagen. Für die erste Mannschaft saß er bei einigen Zweitligaspielen auf der Bank. Anschließend verlängerte er seinen Vertrag erneut. In der Saison 2024/25 war Mickel hinter Heuer Fernandes und Raab abermals die „Nummer 3“. Da Raab über weite Strecken der Saison ausfiel, saß Mickel 20-mal in der Liga und einmal im DFB-Pokal auf der Bank. Der HSV machte am vorletzten Spieltag nach sieben Jahren den Wiederaufstieg in die Bundesliga perfekt. Eine Verletzung Mickels verhinderte einen Einsatz am letzten Spieltag. Anschließend beendete Mickel – auch aufgrund immer wiederkehrender Schulterprobleme – seine Karriere im Alter von 36 Jahren.

### Nationalmannschaft
Mickel spielte im März 2005 zwei Mal für die deutsche U16-Auswahl. Zwischen September und November 2007 war er in drei Spielen für die U19-Auswahl aktiv. Mit ihr wurde er 2008 ohne Einsatz U19-Europameister. Zwischen September 2008 und Mai 2009 lief Mickel drei Mal für die U20-Auswahl auf.

## Erfolge
- Aufstieg in die Bundesliga: 2025 (ohne Einsatz)
- U19-Europameister: 2008 (ohne Einsatz)